# Església de Gamle Aker
L'església de Gamle Aker és l'edifici més antic de la ciutat d'Oslo, Noruega. És un temple romànic del segle xi.

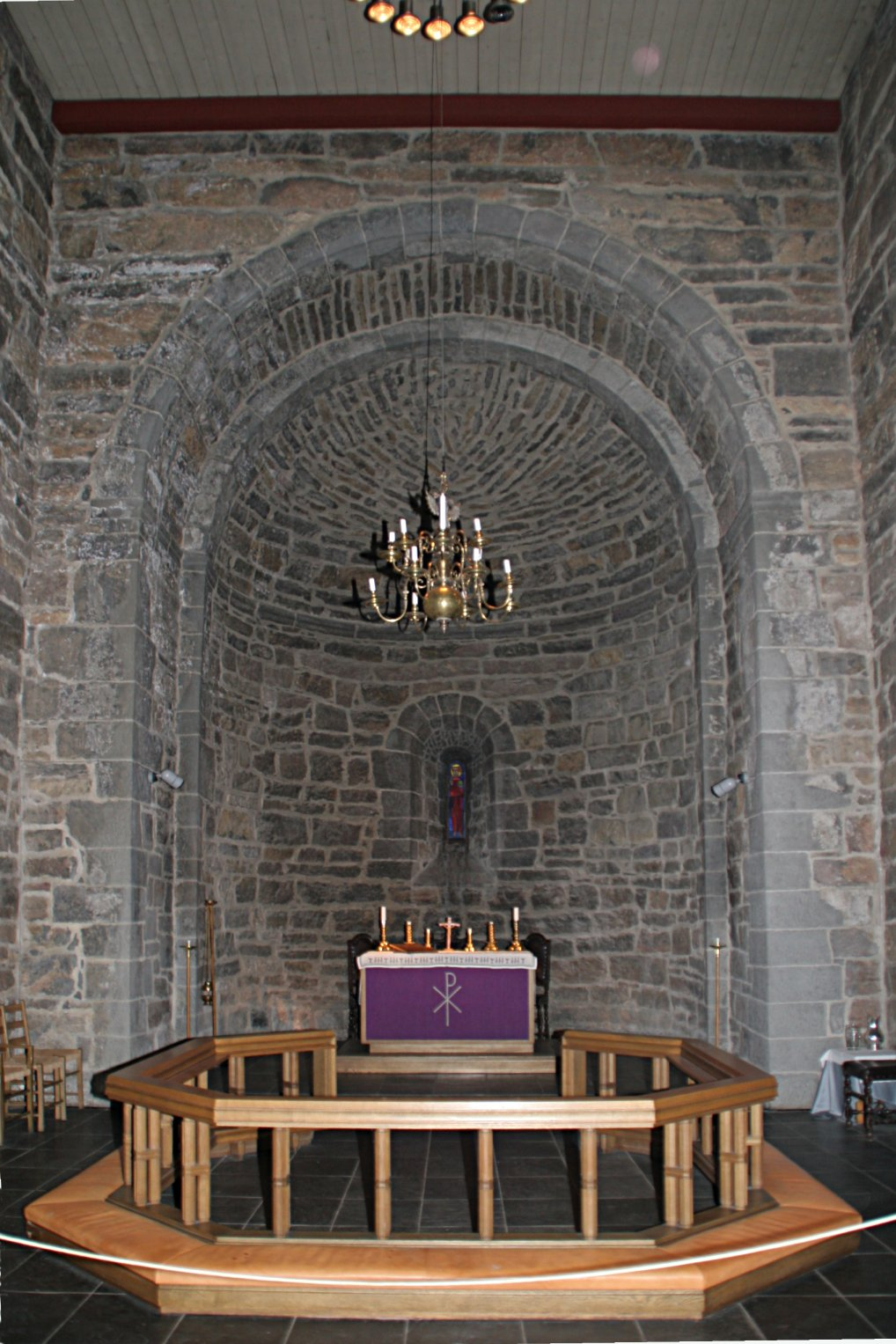
Absis de l'església.

L'església pren el seu nom de la finca d'Aker, una de les més antigues d'Oslo. És nomenada per primera vegada l'any 1080, quan era l'església de tota la regió de Vingulmark. Probablement va ser construïda pel rei Olaf III de Noruega, encara que algunes fonts suggereixen que la construcció podria remuntar-se a la primera meitat del segle xii.
Es tracta d'una basílica romànica amb cor, capella lateral, transsepte i absis. El seu material de construcció és pedra calcària procedent d'una antiga pedrera on ara se situa el cementiri del Salvador, així com de les illes del fiord d'Oslo. Entre 1186 i la reforma protestant va ser administrada per la comunitat de monges del monestir de Nonneseter. Des de 1587 va passar a ser propietat del Castell d'Akershus i entre 1723 i 1849 va estar en mans privades. Va ser transferida al municipi d'Aker en 1849 i al municipi d'Oslo en 1852.
Va sofrir danys per diversos incendis. Des del sinistre de 1703 la torre i tot l'inventari es van deteriorar. A conseqüència de la seva ruïna, es va decidir demolir-la, però la intervenció del municipi ho va evitar. La restauració de l'exterior, que va incloure una nova torre, es va atorgar als arquitectes alemanys Heinrich Ernst Schirmer i Wilhelm von Hanno en 1861. La restauració de l'interior no es va realitzar fins al segle xx, entre 1950 i 1955.
A l'emplaçament de l'església va haver-hi una mina de plata, que va romandre activa des de l'inici de l'era vikinga. Aquesta mina és esmentada en Història Norwegiæ en 1170 i és potser la causa que existeixin llegendes sobre tresors i esdeveniments fantàstics en el lloc.
El cementiri de l'església s'ha utilitzat des d'èpoques medievals, i les seves últimes ampliacions es van portar a cap els anys 1918 i 1929. Actualment només poden ser enterrades aquí persones que pertanyin a la parròquia. Entre les persones rellevants soterrades es troben:
- Enevold de Falsen (1755-1808). Jurista, funcionari i escriptor.
- Hans Nielsen Hauge (1771-1824). Religiós i predicador luterà, fundador del haugianisme.
- Christopher Hansteen (1784-1873). Astrònom.

Durant la Segona Guerra Mundial, el sarcòfag de la reina Maud va ser protegit secretament a l'església de Gamle Aker.